# 曼格姆鎮區 (北卡羅萊納州達勒姆縣)
曼格姆鎮區（英語：Mangum Township）是位於美國北卡羅萊納州達勒姆縣的一個鎮區。

## 地方資料
曼格姆鎮區的面積為182.85平方千米，皆為陸地。根據2020年美國人口普查的數據，當地共有人口8290人，而人口密度為每平方千米45.34人。